# El Pilar (Vitoria)
El Pilar (en euskera Pilar, también denominado Errota) es un barrio de Vitoria, situado en el noroeste de la ciudad. Aunque, debido al crecimiento de la ciudad hacia Lakua al norte y Zabalgana al oeste, el barrio de El Pilar actualmente constituye el centro geográfico de la ciudad. Limita al este con el Cementerio de Santa Isabel en Zaramaga, al norte con el parque de Arriaga, al sur con el barrio de Coronación y al oeste con el barrio de Txagorritxu y Gazalbide.

## Origen del barrio
El barrio se ideó en 1966 como Ensanche Noroeste de Vitoria, y afectando a una superficie de 340.681 metros cuadrados. Se diseñó como un barrio abierto, por lo que sus calles son anchas, con manzanas estrechas y alargadas, con edificios de 5 o 6 alturas en la mayoría del barrio y muchas zonas ajardinadas.

## El Pilar Hoy
Cuenta con 8.958 habitantes (el 3'58% del total municipal), de los cuales el 13'6% son extranjeros, 4.333 hombres y 4.625 mujeres. La media de edad del barrio en 2013 era de 49'7 años.

## Calles que discurren por el barrio
Estas calles discurren total o parcialmente por el barrio de El Pilar. Gran parte de ellas toman el nombre de Países o Ciudades Suramericanas:
- Basoa
- Brasil
- Caracas
- Cofradía de Arriaga
- Costa Rica
- Cuba
- Domingo Beltrán de Otazu
- El Salvador
- Garalbide
- Guatemala
- Guayaquil
- Honduras
- Juan de Garay
- La Habana
- Lima
- Nicaragua
- Panamá
- Paraguay
- Pasaje de las Antillas
- Perú
- Plaza de la Constitución (constituye el centro neurálgico del barrio).
- Plaza Rigoberta Menchú
- Portal de Arriaga
- Puerto Rico
- Simón de Anda
- Uruguay
- Venezuela

## Instalaciones
- El Pilar cuenta con un Centro Cívico, inaugurado en 2006, por lo que es de los más modernos de Vitoria.
- BIZAN El Pilar: Centro sociocultural dirigido a personas mayores de 60 años. La Red BIZAN lidera el envejecimiento activo en Vitoria y está distribuida por los diferentes barrios de la ciudad. Es un lugar de encuentro para relacionarse y participar. Cada día se puede encontrar diversidad de actividades para todos los gustos: cursos, talleres, charlas, actividades con niños y niñas, jóvenes, actuaciones, celebraciones.

## Transporte
La siguiente tabla muestra los transportes urbanos con parada en el barrio de El Pilar
| línea | Nombre                      | Destino Sentido Ida     | Destino Sentido Vuelta | Estaciones en el Barrio                                                                            |
| ----- | --------------------------- | ----------------------- | ---------------------- | -------------------------------------------------------------------------------------------------- |
|       | CIRCULAR                    | Zaramaga (circular)     | Catedral (circular)    | Honduras, Intermodal, Juan de Garay/Guatemala                                                      |
|       | PERIFÉRICA                  | Mendizorroza (circular) | Zaramaga (circular)    | Intermodal, Juan Garay/Guatemala                                                                   |
|       | PERIFÉRICA                  | MENDIZORROTZA           | Zaramaga               | Juan Garay/Arriaga, Intermodal                                                                     |
|       | LAKUA-MARITURRI             | LAKUA                   | Mariturri              | Portal Arriaga 20/Venezuela, Juan Garay/Arriaga. Juan Garay/Guatemala, Portal Arriaga/Venezuela/21 |
|       | SANSOMENDI-SALBURUA         | Sansomendi              | Salburua               | Basoa 2                                                                                            |
|       | UNIBERTSITATEA              | Intermodal              | Universidades          | Portal Arriaga/Venezuela, Juan Garay/Arriaga, Intermodal, Honduras                                 |
|       | Tranvía de Vitoria. Línea 1 | Universidad             | Abetxuko               | Honduras                                                                                           |
|       | Tranvía de Vitoria Línea 2. | Salburua                | Ibaiondo (Vitoria)     | Honduras                                                                                           |